# Johana Riva
Johana Riva (castellà: Johana Riva Garabetian)  (Montevideo, 23 de novembre de 1990) és una model i reina de bellesa uruguaiana, guanyadora del títol de Miss Uruguai 2014 i representant d'aquest país en Miss Univers 2014. Riva ha participat en altres certàmens internacionals de bellesa, com Miss Turisme Internacional i Miss Atlàntic Internacional.

## Carrera professional
Johana va començar de model amb tot just 14 anys. Va estudiar Disseny de moda i posseeix una àmplia trajectòria en certàmens de bellesa a l'haver representant el seu país en concursos internacionals. Riva ha treballat en països com l'Argentina, Equador, Panamà i el Perú; en aquest últim amb més intensitat promocionant diverses marques.
Així mateix, ha realitzat campanyes de mòbils, carteres i sabates a Malàisia i altres al Brasil.

## Miss Turisme Internacional 2008
Riva va concursar amb tot just amb 16 anys al Miss Turisme Internacional 2008, celebrat a Malàisia, on es va situar entre el grup de les 15 finalistes de l'esdeveniment que va ser guanyat finalment per Manasvi Mamgai, de l'Índia.

## Miss Uruguai 2014
Johana va participar en el Miss Uruguai 2014 celebrat el 19 de gener en el complex Punta del Este Arenas Resort, de Punta del Este; a la fi de l'esdeveniment es va coronar com Miss Uruguai i obté el dret de representar la nació sud-americana en el Miss Univers 2014 que es va realitzar el gener de 2015 a Doral (Miami, Estats Units d'Amèrica). La participació de Johana representa el retorn de país al concurs després d'un any d'absència.

### Miss Univers 2014
Com a part de les seves responsabilitats com Miss Uruguai, Riva va representar al país en la 63a edició de Miss Univers. Johana va competir amb altres 87 candidates de diversos països i territoris autònoms per la corona, que fins al moment ostentava la veneçolana Gabriela Isler, però no va aconseguir entrar al grup de semifinalistes.